# Microcioninae
Microcioninae is een onderfamilie van sponsdieren uit de klasse van de Demospongiae (gewone sponzen).

## Geslachten
- Clathria Schmidt, 1862
- Echinochalina Thiele, 1903
- Holopsamma Carter, 1885
- Pandaros Duchassaing & Michelotti, 1864